# Brookdale (Nueva Jersey)
Brookdale es un lugar designado por el censo ubicado en el condado de Essex en el estado estadounidense de Nueva Jersey. En el año 2010 tenía una población de 9,239 habitantes.

## Geografía
Brookdale se encuentra ubicado en las coordenadas 40°50′0″N 74°10′56″O / 40.83333, -74.18222.